# Model Suit Gunpla Builders Beginning G
Model Suit Gunpla Builders Beginning G (模型戦士 ガンプラ ビルダーズ ビギニングG Mokei Senshi Ganpura Birudāzu Biginingu Jī?) es una miniserie animada japonesa de 2010 producida por los estudios Sunrise para conmemorar el trigésimo aniversario de los Modelos Plásticos Gunpla, el principal producto mercadeado por la franquicia Gundam. La miniserie fue dirigida por Kou Matsuo, escrita por Yōsuke Kuroda y sus personajes fueron diseñados por Kaichiro Terada.
La miniserie contó con tres episodios, cada uno con 15 minutos de duración y fue transmitida por primera a vez través de la televisora BS11 e Internet entre el 15 de agosto de 2010 hasta el 19 de diciembre de 2010. Posteriormente, fue lanzada en formato DVD y Blu-ray el 22 de diciembre de 2010. En contraste con otras series de Gundam, Builders Beginning G está ambientada en una línea de tiempo alusiva a nuestro presente, y narra una historia donde sus protagonistas utilizan sus Modelos Gumpla personalizados para luchar.
La miniserie también recibió dos adaptaciones en manga; ambas publicadas en la revista Dengeki Hobby Magazine.

## Argumento
Haru Irei asiste junto con sus amigos al evento celebrado en el Parque Shiokaze de Odaiba, para ver la estatua tamaño real del RX-78-2 Gundam (Ver Imagen). Después de ver la gran estatua, Haru va a la sección de mercancías para comprar un Modelo Gundam. En el estante, queda solo queda solo un modelo (HG) 1/144 RX-78-2 Gundam. Haru decide tomarlo, pero antes de poder hacerlo, otra persona se adueña de él. Es aquí cuando Haru descubre por accidente al HG 1/144 GPB-X80 Beginning Gundam y lo hace suyo. Con su nuevo Gumpla ya armado, Haru participa en las Batallas Gumpla, un juego de realidad virtual donde los jugadores utilizan sus modelos para luchar.
Haru obtiene la victoria en su primer duelo, pero en un segundo encuentro es derrotado por Boris Schauer y su HG 1/144 GPB-X38-30 Forever Gundam. Después de esta derrota, Haru decide hacerle mejoras a su Beginning Gundam antes de entrar junto a sus amigos al torneo nacional. La serie termina con Haru y Boris abalanzándose uno frente a otro chocando sus sables entre sí, sin dar a conocer quién fue el vencedor. Un año después, todos los modelos principales de la serie son mostrados en el estante de una tienda de modelismo, mientras Haru motiva a niños más jóvenes a seguir el mismo camino que él tomó.

### Batallas Gumpla

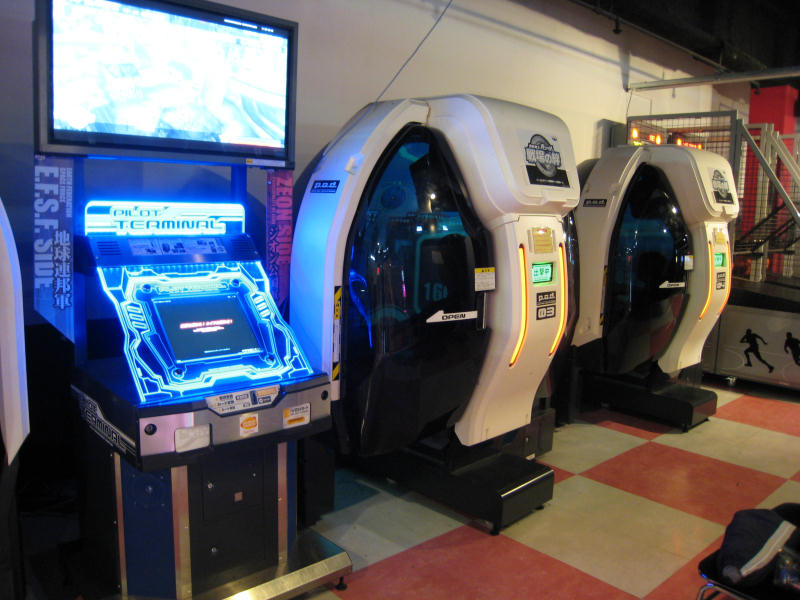
Videojuego arcade Mobile Suit Gundam: Bonds of the Battlefield su consola y sus cabinas son semejantes a las vistas en la animación

En las Batallas Gumpla, los jugadores se acomodan en unas cabinas de simulación. Una vez dentro, estos colocan sus modelos en un Escáner esférico con forma de Haro (la mascota de la franquicia Gundam). A partir de ahí, los pilotos pueden "Conducir" sus modelos en entornos simulados, como Tokio o  el espacio exterior
Es importante destacar que el desempeño del modelo en dependerá de la calidad de su construcción. Por ejemplo, un modelo bien detallado, personalizado, con un buen acabado de pintura, adhesivos y pulido, tendrá un mejor desempeño de combate que otro armado tal cual de fábrica. En adición a ello, la escala del modelo es otro elemento crucial. Por ejemplo, Los participantes pueden utilizar un modelos de gran tamaño, como el Big Zam, pero si el modelo es de una escala 1/550,  este es en realidad más pequeño en elcampo de batalla que uno a escala 1/144.

## Personajes
Haru Irei (イレイ・ハル Irei Haru?)
(Interpretado por Tsubasa Yonaga)
Haru Irei es un chico que se convierte en "Modelista Gumpla" después de comprar un modelo plástico del GPB-X80 Beginning Gundam. La curiosidad que siente por la franquicia de Gundam lo motiva a participar en las Batallas Gumpla.
Kenta Sakazaki (サカザキ・ケンタ Sakazaki Kenta?)
(Interpretado por Nobuhiko Okamoto)
Kenta Sakazaki es un amigo de Haru. Es también un gran fanático de los Modelos Gumpla y aconseja a Haru sobre como construir sus modelos. También pelea junto con haru en los combates.
Rina Noyama (ノヤマ・リナ Noyama Rina?)
(Interretado por Mariya Ise)
Rina Noyama es una legre muchacha fanática de los Gumpla, pero aparentemente sus conocimientos sobre la franquicia no son muy profundos. Se convierte en la segunda Compañera de Haru durante la batalla final del Torneo Gumpla.
Boris Schauer (ボリス・シャウアー Borisu Shauā?)
(Interpretado por Daisuke Namikawa)
Boris Schauer es un hábil y experimentado Modelista de Gumpla, denominado así mismo y por otros como un "Gunpla Meister". Boris reta a Haru a que luche contra el y su GPB-X78-30 Forever Gundam. La apariencia de Boris, (su pelo rubio, el uso de gafas de sol, su vestimenta roja) son una referencia a Quatro Bajeena, personaje de Mobile Suit Zeta Gundam.
Koji Matsumoto (コウジ・マツモト Kōji Matsumoto?)
(Interpretado por Hiroshi Kamiya
Koji Matsumoto es un modelista veterano que reta a Haru en su primer combate. Al inicio de la batalla, Koji lleva la ventaja subre Haru, pero Haru termina venciéndolo al quedar atrabado en unas redes de contención.
Manager (店長 Tenchō?)
(Interpretado por Hiroki Takahashi)
Es el Manejador y asistente de Koji Matsumoto. Él es quien le construye los modelos a Koji.
Tatsu Shimano (タツ・シマノ Tatsu Shimano?)
(Interpretado por Miyu Irino)
Tatsu Shimano es un modelista asignado para entrenar a Haru y a Kenta a mejorar sus técnicas de combate, parecido a Allelujah Haptism de Mobile Suit Gundam 00, este experimenta un sadístico alter ego durante las Batallas.
Hinode Irei (イレイ・ヒノデ Irei Hinode?)
(Interpretado por Ken Narita)
Hinode Irei es el Padre de Haru.
Urara Irei (イレイ・ウララ Irei Urara?)
(Interpretado por Akiko Kimura)
Urara Irei es la Madre de Haru.
Sam (サム Samu?)
(Interpretado por Taketora)
Sam es el compañero de Boris en la Batalla final. Es el piloto de un RX-79BD-1 Blue Destiny Unit 1.
Diane Lee (ダイアン・リー Daian Rī?)
(INterpretado por Aya Endō)
Diane Lee es la segunda compañera de Boris en la batalla final es la piloto de un MS-18E Kämpfer.

## Mobile Suits

### Unidades Originales
GPB-X80 Beginning Gundam (ビギニングガンダム Biginingu Gandamu)
El Beginning Gundam  es el modelo que Haru compró (después de hallarlo accidentalmente) en el parque de Shizuoka. El Beginning es un mobile suit de combate cuerpo a cuerpo equipado con nueve (9) espadas de plasma, un escudo asimétrico, un rifle de plasma y ametralladoras de plasma montadas en su cabeza. Haru utiliza tres espadas de plasma en una mano al mismo tiempo en su primer combate. En su primer Combate el Beginning Gundam de Haru derrota al Hi-ν Gundam personalizado de Koji, sin embargo es retado y vencido por el veterano modelista Boris Schauer y su Forever Gundam. Después de esta pelea, Haru trabaja duro modificando, detallando y reconstruyendo al  Beginning Gundam para mejorar su desempeño.
GPB-X80-30F Beginning 30 Gundam (ビギニング30ガンダム Biginingu Sātī Gandamu)
El Beginning 30 Gundam es la versión mejorada del Beginning Gundam. Este utiliza partes "Tipo ISF" que fueron facilitadas por el padre de Haru. El gundam esta ahora equipado con blindaje y propulsores extra que aumentan su desempeño y defensa. La unidad es también capaz de utilizar sus sables de plasma como sondas láser, y está equipado con un generador I-Field.

### Unidades Personalizadas
GPB-X38-30 Forever Gundam (フォーエバーガンダム Fōebā Gandamu)
El Forever Gundam es el Modelo Gundam de Boris Schauer. El mismo está basado en la versión del trigésimo aniversario del 1/144 HG Version 30th RX-78-2 Gundam. Está equipado con blindaje adicional y con 4 Sondas-Rifle Láser Desmontables y de Velocidad Variable (VSBR) El blindaje del pecho cubre los soportes de los sables láser que están en la espalda, por ello los sables están alojados en sus antebrazos.
RX-93-ν2 Hi-ν Gundam GPB Color (Hi-νガンダム GPBカラー Hai nyū Gandamu Jī Pī Bī Karā?)
TEl Hi-ν Gundam GPB Color es el Modelo que Koji utilizó para retar a Haru. EL mismo es una versión personalizada del 1/144 HGUC RX-93-ν2 Hi-ν (Nu) Gundam con una combinación de colores en blanco y negro. En el primer Episodio el  Hi-ν  es derrotado por el Beginning Gundam. El modelo No fue construido por Koji, sino por su asistente. el cual, no se dio cuenta de una junta suelta en su cadera izquierda. en el último episodio Koji reconstruye su modelo el mismo, sin embargo es derrotado de nuevo por el Beginning 30 de Haru en la Batalla Final.
Super Custom Zaku F2000 (スーパーカスタムザクF2000 Sūpā Kasutamu Zaku Efu Nisen?)
El Super Custom Zaku F2000 es el modelo personalizado construido por Tatsu. El mismo está basado en el 1/144 HGUC MS-06F2 Zaku F2. Está pintado con colores púrpura y gris obscuro. Su armamento está compuesto por una gran hacha incandescente Heat Hawk, Una ametralladora Super Custom MMP-80 90mm, otra ametralladora MMP-78 120mm Zaku Machine Gun, una tercera ametralladorra montada en su antebrazo y lanzamisiles acoplados en sus hombros. En adición a ello, el Zaku F2000 cuenta con dos brazos extensibles para sostener y manipular todo su armamento. El Zaku F2000 muestra su letal capacidad en el episodio 2 desmembrando al Byaku Shiki de Kenta, Sin embargo, el blindaje del Zaku F2000 se deshace gracias a la mala calidad de los materiales utilizados por Tatsu en su construcción. Haru aprovecha esto y lo destruye rápidamente con el Beginning Gundam. En el episodio 3 Tatsu reconstruye su Zaku F2000 con mejores materiales y es visto destruyendo un RX-78 GP03S Gundam Stamen en la batalla final.
GPB-04B Beargguy (ベアッガイ Beaggai)
El Beargguy es el modelo personalizado de Rina. El mismo es una versión modificada del 1/144 HGUC MSM-04 Acguy, pero con la cabeza de un oso de peluche. El Beargguy está equipado con un rifle láser con la forma de una Flauta dulce y tiene un lanzamisiles bajo la apariencia de una mochila escolar. Sus ojos son en realidad dos Mega-lanzadores de rayos láser. En el episodio 3, los mega lanzadores del Bearguy casi destruyen al Kämpfer de Diane.
Proto Beargguy
El Proto Beargguy es la versión original del Beargguy. Este fue visto en el episodio 2. Este todavía tiene su cabeza de original de Acguy. Tiene un sombrero de oso y está sosteniendo un pez.
MSN-00100 Hyaku Shiki (GPB Color "Byaku Shiki")' (百式 （GPBカラー「白式」） Hyaku Shiki (Jī Pī Bī Karā "Byaku Shiki")
El Hyaku Shiki (GPB Color "Byaku Shiki") es el modelo personalizado por Kenta. el mismo es una variante del 1/144 HGUC Hyaku Shiki. Kenta lo pinto de blanco y cambio la marca "百" ("Hyaku")  por el Kanji de "Blanco" (白), llamándolo "Byaku Shiki" (白式). Durante su batalla en el episodio 2, el Byaku Shiki pierde sus piernas atacado por el Zaku 2000 de Tatsu, pero logra destruirlo metiéndole cun disparo en el pecho con su bazooka.
MSN-04 Sazabi GPB Color (サザビー GPBカラー Sazabī Jī Pī Bī Karā?)
El Sazabi GPB Color es el segundo Gumpla de Kenta, un modelo HGUC 1/144 MSN-04 Sazabi pintado de blanco/. El Sazabi se enfrenta al RX-79BD-1 Blue Destiny Unit 1 de Sam en el episodio 3.

## Episodios

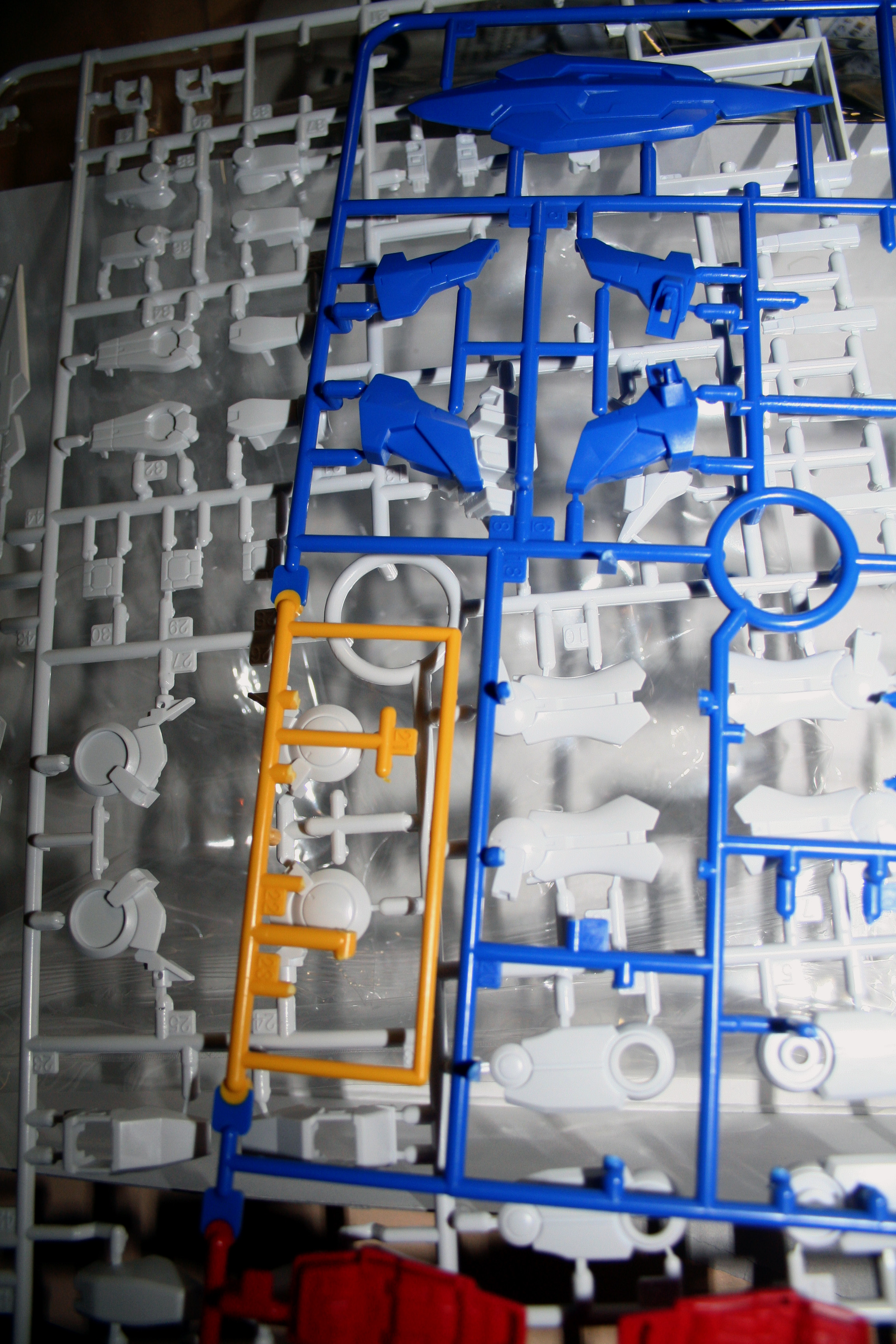
Piezas de un modelo Gunpla aún sin armar unidas a sus matrices

Cada episodio está marcado con el prefijo "Parts" (Partes en inglés). Esta es una referencia a las matrices en las que vienen unidas las piezas de los Modelos Plásticos Gumpla antes de armarse (Ver Imagen)
Lista de Episodios
| # | Título                                                                                    | Estreno (en Japón)      |
| --- | ----------------------------------------------------------------------------------------- | ----------------------- |
| 1 | «Parts A: Beginning Gundam» «Pātsu Ē: Biginingu Gandamu» (パーツA 「ビギニングガンダム」) | 15 de agosto de 2010    |
| Después de ver la estatua del RX-78-2 Gundam en Odaiba, Haru Irei selecciona el modelo HG 1/144 GPB-X80 Beginning Gundam y descubre su potencial participando en una Batalla Gunpla.                                                                                 |                                                                                           |                         |
| 2 | «Parts B: Forever Gundam» «Pātsu Bī: Fōebā Gandamu» (パーツB 「フォーエバーガンダム」)    | 31 de octubre de 2010   |
| Haru gana su primer combate, pero luego, es rápidamente es derrotado en otro encuentro por Boris Schauer y su GPB-X38-30 Forever Gundam. Haru aprende de sus errores y le hace mejoras y modificaciones a su Beginning Gundam antes de volver a las Batallas Gumpla. |                                                                                           |                         |
| 3 | «Parts C: Beginning 30» «Pātsu Shī: Biginingu Sātī» (パーツC 「ビギニング30」)            | 19 de diciembre de 2010 |
| Haru recibe un nuevo conjunto de partes y accesorios para mejorar al a su Beginning Gundam antes de entrar a las finales donde este se enfrenta a Boris Schauer una vez más.                                                                                         |                                                                                           |                         |

## Música

### Tema de Clausura
"my Proud, my Play!"
interpretado por: KAmiYU

## Medios Caseros
Más tarde, los tres episodios fueron compilados en una sola animación de alrededor de 40 minutos de duración, lanzada en ambos formatos DVD y Blu-ray el 22 de diciembre de 2010. Ambas versiones incluyen un folleto de 16 páginas. la edición de cleccion de Blue Ray incluye un CD original con el tema "my Proud, my Play!", un audio-drama, un estuche original, video musicales y comerciales de Gumpla TV.